# ميغيل غونسالفيس مينديز
ميغيل غونسالفيس مينديز (بالبرتغالية: Miguel Gonçalves Mendes) هو كاتب سيناريو ومنتج أفلام ومخرج برتغالي، ولد في 2 سبتمبر 1978 في كوفيليا في البرتغال.

## وصلات خارجية
- ميغيل غونسالفيس مينديز على موقع IMDb (الإنجليزية)
- ميغيل غونسالفيس مينديز على موقع ألو سيني (الفرنسية)
- ميغيل غونسالفيس مينديز على موقع أول موفي (الإنجليزية)
- ميغيل غونسالفيس مينديز على موقع قاعدة بيانات الفيلم (الإنجليزية)
- ميغيل غونسالفيس مينديز على موقع كينوبويسك (الروسية)